# Элиот, Перегрин Николас, 10-й граф Сент-Джерманс
Перегрин Николас Элиот, 10-й граф Сент-Джерманс (англ. Peregrine Nicholas Eliot, 10th Earl of St Germans; 2 января 1941 — 15 июля 2016) — британский пэр, основатель Elephant Faire и Port Eliot Lit Fest.

## Биография
Родился 2 января 1941 года. Единственный сын Николаса Элиота, 9-го графа Сент-Джерманс (1914—1988), и его жены Хелен Мэри (1915—1951), дочери подполковника Чарльза Уолтера Вильерса и леди Кэтрин Мэри, дочери Лоули Коула, 4-го графа Эннискиллена. Чарльз Вильерс был потомком политика и дипломата Томаса Вильерса, 1-го графа Кларендона, который сам был сыном 2-го графа Джерси, и политика Джона Паркера, 1-го барона Борингдона.
Элиот получил образование в Итонском колледже.
В 1963 году он стал партнёром Seltaeb, компании, созданной для наблюдения за распространением товаров The Beatles.
В 1988 году, после смерти своего отца, он стал 10-м графом Сент-Джерманс.

## Фестивали
В 1980 году небольшой фестиваль, вышедший за пределы Полгута в центре Корнуолла, подошёл к поместью Порт-Элиот и спросил, можно ли провести его в идиллических местах. Управление поместья согласовало цену, и начался Elephant Fayre, один из самых эклектичных фестивалей 1980-х годов. Фестиваль проходил с 1981 по 1986 год, начавшись с примерно 1500 посетителей за четыре дня, и представлял собой сочетание музыки, театра и изобразительного искусства. С годами фестиваль рос, привлекая толпы до 30 000 человек и такие группы, как The Cure, The Fall и Siouxsie and the Banshees. Сожжение самого старого дерева в парке, разграбление деревенской больницы и ограбление владельцев ларьков в 1985 году побудили лорда Элиота и других организаторов сделать фестиваль 1986 года последним.
В 2003 году лорд Сент-Джерманс провёл фестиваль литературы в Порт-Элиоте.

## Браки и дети
Он был женат трижды. 9 октября 1964 года он женился на Жакетте Джин Фредерике Лэмпсон (род. 1943), дочери Майлса Лэмпсона, 1-го барона Киллёна, и Рэйчел Мэри Хеле Фиппс. У них было трое сыновей:
- Яго Николас Альдо Элиот, лорд Элиот (24 марта 1966 — 15 апреля 2006), отец Альберта Кларенса Элиота, 11-го графа Сент-Джерманс (род. 4 ноября 2004)
- Луи Роберт Элиот (род. 11 апреля 1968)
- Фрэнсис Майкл Элиот (род. 16 ноября 1971)[4]

Они развелись в 1990 году. 20 апреля 1992 года он женился вторично на Элизабет Дороти Уильямс (род. 1961), дочери Бэзила Джеймса Уильямса. Они развелись в 1996 году.
3 сентября 2005 года он женился в третий раз на Кэтрин Уилсон, дочери доктора Джорджа Моррисона Уилсона и Патрисии Мэри Ньюхаус. Второй и третий браки были бездетными.

## Смерть
Перегрин Элиот, 10-й граф Сент-Джерманс, умер после непродолжительной болезни (после операции по поводу рака) 15 июля 2016 года. Ему наследовал его внук Альберт Кларенс Элиот, 11-й граф Сент-Джерманс (род. 2004), единственный сын умершего Яго Элиота, старшего сына Перегрина.